# Erlöserkirche (Prostřední Lánov)

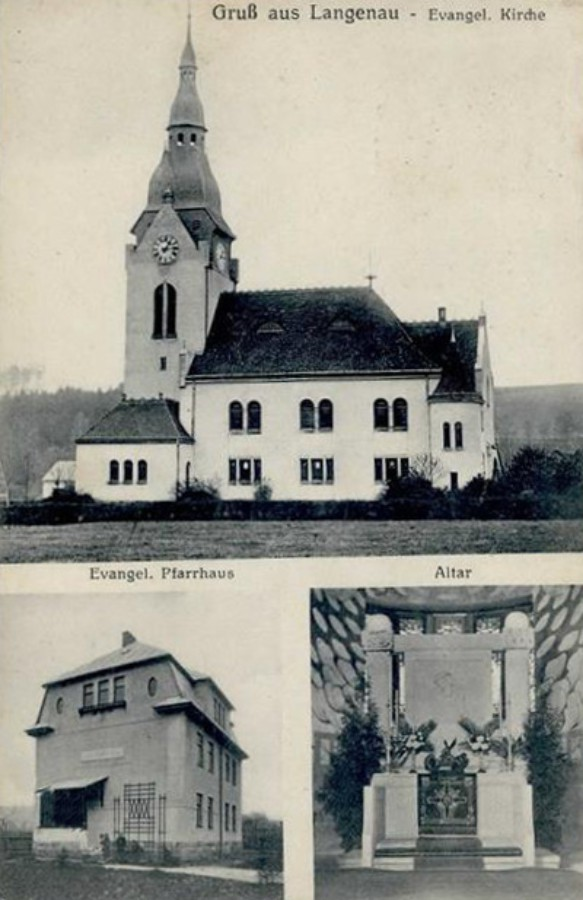
Evangelische Kirche von Langenau (Postkarte, vor 1910)

Die Erlöserkirche war die evangelische Kirche von Prostřední Lánov (deutsch Mittel Langenau), einem Ortsteil der Gemeinde Lánov im Okres Trutnov in Tschechien. Die 1902 errichtete Kirche wurde 1982 gesprengt.

## Geschichte
Aufgrund der wirtschaftlichen Entwicklung der Textil- und Papierindustrie, die den verstärkten Zuzug hatte sich im Jahre 1899 Mittel Langenau eine evangelische Gemeinde gebildet. Mit maßgeblicher finanzieller Unterstützung des Gustav-Adolf-Vereins errichtete das Dresdener Architekturbüro von Schilling & Graebner in den Jahren 1901 bis 1902 in Formen des Jugendstils einen Kirchenbau. In lebhafter Baukörperformation entstand eine Emporenkirche mit Anbauten und einem 35 Meter hohen Westturm mit dreifach geschweiftem Turmhelm. Das asymmetrisch angelegte Bauwerk zeigte nordseitig einen monumentalen Querhausgiebel.
Die 1916 zur evangelischen Pfarrkirche für die umgebenden Ortschaften erhobene Kirche gehörte in der Zwischenkriegszeit der Deutschen Evangelischen Kirche in Böhmen, Mähren und Schlesien an. Nach 1945 der Tschechoslowakischen Hussitischen Kirche übergeben, wurde sie in den 1960er Jahren aufgegeben und schließlich am 25. September 1982 gesprengt.